# Прогалини Малі
Прогалини Малі (пол. Przegaliny Małe, Пшеґаліни-Малі) — село в Польщі, у гміні Комарівка-Підляська Радинського повіту Люблінського воєводства. Населення — 124 особи (2011).

## Історія
У 1975-1998 роках село належало до Білопідляського воєводства.

## Населення
Демографічна структура станом на 31 березня 2011 року:
|          | Загалом | Допрацездатний вік | Працездатний вік | Постпрацездатний вік |
| -------- | ------- | ------------------ | ---------------- | -------------------- |
| Чоловіки | 56      | 15                 | 39               | 2                    |
| Жінки    | 68      | 19                 | 38               | 11                   |
| Разом    | 124     | 34                 | 77               | 13                   |